# Melaleuka
Melaleuka (lat. Melaleuca), rod vazdazelenih grmova i drveća iz porodice mirtovki (Myrtaceae). Postoji preko 250 priznatih vrsta rasprostranjenijh najviše po Australiji i jugoistočnoj Aziji vi susjednoj Oceaniji. Mnoge vrste su introducirane po drugim državama, osobito u Africi i Srednjoj Americi.
Vrsta M. alternifolia (australski čajevac) koja raste u Queenslanduy i New South Walesu koristi se za izradu eteričnih ulja koja djeluju antivirusno, antibakterijski i antifungalno, a od davnina se koristio u tradicionalnoj medicini na području Australije. Tijekom Drugog svjetskog rata svaki australski vojnik morao je imati bočicu s eteričnim uljem čajevca.

## Vrste
1. Melaleuca acacioides F.Muell.
2. Melaleuca accedens (Hawkeswood) Craven & R.D.Edwards
3. Melaleuca acrifolia Craven & R.D.Edwards
4. Melaleuca acuminata F.Muell.
5. Melaleuca acutifolia (Benth.) Craven & Lepschi
6. Melaleuca adenostyla K.J.Cowley
7. Melaleuca adnata Turcz.
8. Melaleuca aestiva (K.J.Brooks) Craven & R.D.Edwards
9. Melaleuca aestuosa G.Forst.
10. Melaleuca agathosmoides C.A.Gardner
11. Melaleuca aglaia Craven & R.D.Edwards
12. Melaleuca alilateralis Craven & R.D.Edwards
13. Melaleuca alsophila A.Cunn. ex Benth.
14. Melaleuca alternifolia (Maiden & Betche) Cheel
15. Melaleuca amydra Craven
16. Melaleuca anisandra (Schauer) Craven & R.D.Edwards
17. Melaleuca apodocephala Turcz.
18. Melaleuca apostiba K.J.Cowley
19. Melaleuca aquilonia Craven & R.D.Edwards
20. Melaleuca araucarioides Barlow
21. Melaleuca arcana S.T.Blake
22. Melaleuca arcuata (A.S.George) Craven & R.D.Edwards
23. Melaleuca × arenicola S.Moore
24. Melaleuca argentea W.Fitzg.
25. Melaleuca arida (Hawkeswood) Craven & R.D.Edwards
26. Melaleuca armillaris (Sol. ex Gaertn.) Sm.
27. Melaleuca aspalathoides Schauer
28. Melaleuca asterocarpa (Hnatiuk) Craven & R.D.Edwards
29. Melaleuca atala (Hnatiuk) Craven & R.D.Edwards
30. Melaleuca atroviridis Craven & Lepschi
31. Melaleuca aurea (Turcz.) Craven & R.D.Edwards
32. Melaleuca barlowii Craven
33. Melaleuca basicephala Benth.
34. Melaleuca beardii Craven
35. Melaleuca beaufortioides (Benth.) Craven & R.D.Edwards
36. Melaleuca biconvexa Byrnes
37. Melaleuca bisulcata F.Muell.
38. Melaleuca blackwelliana (Hnatiuk) Craven & R.D.Edwards
39. Melaleuca blaeriifolia Turcz.
40. Melaleuca blepharosperma (F.Muell.) Craven & R.D.Edwards
41. Melaleuca boeophylla Craven
42. Melaleuca borealis Craven
43. Melaleuca brachyandra (Lindl.) Craven
44. Melaleuca bracteata F.Muell.
45. Melaleuca bracteosa Turcz.
46. Melaleuca brevifolia Turcz.
47. Melaleuca brevisepala (J.W.Dawson) Craven & J.W.Dawson
48. Melaleuca bromelioides Barlow
49. Melaleuca brongniartii Däniker
50. Melaleuca brophyi Craven
51. Melaleuca buseana (Guillaumin) Craven & J.W.Dawson
52. Melaleuca caeca Craven
53. Melaleuca cajuputi Maton & Sm. ex R.Powell
54. Melaleuca calcicola (Barlow ex Craven) Craven & Lepschi
55. Melaleuca calothamnoides F.Muell.
56. Melaleuca calycina R.Br.
57. Melaleuca calyptroides Craven
58. Melaleuca campanae Craven
59. Melaleuca camptoclada F.C.Quinn
60. Melaleuca capitata Cheel
61. Melaleuca cardiophylla F.Muell.
62. Melaleuca caroli-huegelii Craven & R.D.Edwards
63. Melaleuca carrii Craven
64. Melaleuca cheelii C.T.White
65. Melaleuca chisholmii (Cheel) Craven
66. Melaleuca chrysantherea (F.Muell.) Craven & R.D.Edwards
67. Melaleuca ciliosa Turcz.
68. Melaleuca cinerea Craven & R.D.Edwards
69. Melaleuca citrina (Curtis) Dum.Cours.
70. Melaleuca citrolens Barlow
71. Melaleuca clarksonii Barlow
72. Melaleuca clavifolia Craven
73. Melaleuca cliffortioides Diels
74. Melaleuca coccinea A.S.George
75. Melaleuca × codonocarpa (Hnatiuk) Craven & R.D.Edwards
76. Melaleuca comboynensis (Cheel) Craven
77. Melaleuca comosa A.R.Bean
78. Melaleuca concinna Turcz.
79. Melaleuca concreta F.Muell.
80. Melaleuca condylosa Craven
81. Melaleuca conothamnoides C.A.Gardner
82. Melaleuca cordata Turcz.
83. Melaleuca cornucopiae Byrnes
84. Melaleuca crispii Craven & R.D.Edwards
85. Melaleuca crossota Craven & R.D.Edwards
86. Melaleuca croxfordiae Craven
87. Melaleuca ctenoides F.C.Quinn
88. Melaleuca cucullata Turcz.
89. Melaleuca cupularis (A.S.George) Craven & R.D.Edwards
90. Melaleuca curtifolia Craven & R.D.Edwards
91. Melaleuca cuspidata Turcz.
92. Melaleuca cuticularis Labill.
93. Melaleuca cyathifolia Craven & R.D.Edwards
94. Melaleuca cyrtodonta Turcz.
95. Melaleuca dawsonii Craven
96. Melaleuca dealbata S.T.Blake
97. Melaleuca deanei F.Muell.
98. Melaleuca decora (Salisb.) Britten
99. Melaleuca decussata R.Br.
100. Melaleuca delta Craven
101. Melaleuca dempta (Barlow) Craven
102. Melaleuca dendroidea (Hnatiuk) Craven & R.D.Edwards
103. Melaleuca densa R.Br.
104. Melaleuca densispicata Byrnes
105. Melaleuca depauperata Turcz.
106. Melaleuca depressa Diels
107. Melaleuca dichroma Craven & Lepschi
108. Melaleuca diosmatifolia Dum.Cours.
109. Melaleuca diosmifolia Andrews
110. Melaleuca dissitiflora F.Muell.
111. Melaleuca ebracteata (F.Muell.) Craven & R.D.Edwards
112. Melaleuca ectadioclada (Hnatiuk) Craven & R.D.Edwards
113. Melaleuca eleuterostachya F.Muell.
114. Melaleuca elliptica Labill.
115. Melaleuca empetrifolia Rchb.
116. Melaleuca ericifolia Sm.
117. Melaleuca eriocarpa (Lindl.) ined.
118. Melaleuca eulobata Craven
119. Melaleuca eurystoma Craven
120. Melaleuca eximia (K.J.Cowley) Craven
121. Melaleuca exuvia Craven & Lepschi
122. Melaleuca fabri Craven
123. Melaleuca faucicola Craven
124. Melaleuca ferruginea Craven & Cowie
125. Melaleuca filifolia F.Muell.
126. Melaleuca fissurata Barlow
127. Melaleuca flammea Craven
128. Melaleuca flavovirens (Cheel) Craven
129. Melaleuca fluviatilis Barlow
130. Melaleuca foliolosa A.Cunn. ex Benth.
131. Melaleuca formosa (S.T.Blake) Craven
132. Melaleuca fulgens R.Br.
133. Melaleuca gardneri Craven & R.D.Edwards
134. Melaleuca genialis Lepschi
135. Melaleuca georgei Craven & R.D.Edwards
136. Melaleuca gibbosa Labill.
137. Melaleuca gilesii (F.Muell.) Craven & R.D.Edwards
138. Melaleuca glaberrima F.Muell.
139. Melaleuca glabra (Benth.) Craven & R.D.Edwards
140. Melaleuca glauca (DC.) Craven
141. Melaleuca glena Craven
142. Melaleuca globifera R.Br.
143. Melaleuca glomerata F.Muell.
144. Melaleuca glumacea Craven & R.D.Edwards
145. Melaleuca gnidioides Brongn. & Gris
146. Melaleuca gracilis (R.Br.) Craven & R.D.Edwards
147. Melaleuca granitica (Hawkeswood) Craven & R.D.Edwards
148. Melaleuca grieveana Craven
149. Melaleuca groveana Cheel & C.T.White
150. Melaleuca hadra (Hnatiuk) Craven & R.D.Edwards
151. Melaleuca hakeifolia (Gaudich.) Craven & R.D.Edwards
152. Melaleuca halmaturorum F.Muell. ex Miq.
153. Melaleuca halophila Craven
154. Melaleuca hamata Fielding & Gardner
155. Melaleuca hamulosa Turcz.
156. Melaleuca haplantha Barlow
157. Melaleuca hawkeswoodii Craven & R.D.Edwards
158. Melaleuca hemisticta S.T.Blake ex Craven
159. Melaleuca hirsuta (Hawkeswood) Craven & R.D.Edwards
160. Melaleuca hislopii Craven & R.D.Edwards
161. Melaleuca hnatiukii Craven
162. Melaleuca hollidayi Craven
163. Melaleuca holosericea Schauer
164. Melaleuca howeana Cheel
165. Melaleuca huegelii Endl.
166. Melaleuca huttensis Craven
167. Melaleuca hypericifolia Sm.
168. Melaleuca idana Craven
169. Melaleuca incana R.Br.
170. Melaleuca inops (Schauer) Craven & R.D.Edwards
171. Melaleuca interioris Craven & Lepschi
172. Melaleuca interstans (F.Muell.) Craven & R.D.Edwards
173. Melaleuca irbyana R.T.Baker
174. Melaleuca johnsonii Craven
175. Melaleuca jonesii Craven & R.D.Edwards
176. Melaleuca kalbarriensis (Hawkeswood) ined.
177. Melaleuca keigheryi Craven
178. Melaleuca kunzeoides Byrnes
179. Melaleuca kybeliona Craven & R.D.Edwards
180. Melaleuca lachnocephala Craven & R.D.Edwards
181. Melaleuca laetifica Craven
182. Melaleuca lanceolata Otto
183. Melaleuca lara Craven
184. Melaleuca lasiandra F.Muell.
185. Melaleuca lateralis Turcz.
186. Melaleuca lateriflora Benth.
187. Melaleuca lateritia A.Dietr.
188. Melaleuca laxiflora Turcz.
189. Melaleuca lazaridis Craven
190. Melaleuca lecanantha Barlow
191. Melaleuca leiocarpa F.Muell.
192. Melaleuca leiopyxis F.Muell. ex Benth.
193. Melaleuca lepschii Craven & R.D.Edwards
194. Melaleuca leptospermoides Schauer
195. Melaleuca leucadendra (L.) L.
196. Melaleuca leuropoma Craven
197. Melaleuca linariifolia Sm.
198. Melaleuca linearifolia (Link) Craven
199. Melaleuca linearis Schrad. & J.C.Wendl.
200. Melaleuca linguiformis Craven
201. Melaleuca linophylla F.Muell.
202. Melaleuca longissima (F.Muell.) Craven & R.D.Edwards
203. Melaleuca longistaminea (F.Muell.) Barlow ex Craven
204. Melaleuca lophantha (Vent.) ined.
205. Melaleuca lophocoracorum A.J.Ford, Craven & Brophy
206. Melaleuca lutea Craven
207. Melaleuca macrocarpa (Hawkeswood) Craven & R.D.Edwards
208. Melaleuca macronychia Turcz.
209. Melaleuca macrostemon (Lindl.) Craven & R.D.Edwards
210. Melaleuca manglesii Schauer
211. Melaleuca marginata (Sond.) Hislop, Lepschi & Craven
212. Melaleuca maxwellii (F.Muell.) Craven & R.D.Edwards
213. Melaleuca megacephala F.Muell.
214. Melaleuca megalongensis Craven & S.M.Douglas
215. Melaleuca micrantha (Schauer) Craven & R.D.Edwards
216. Melaleuca microcarpa (F.Muell.) Craven & R.D.Edwards
217. Melaleuca micromera Schauer
218. Melaleuca microphylla Sm.
219. Melaleuca minutifolia F.Muell.
220. Melaleuca monantha (Barlow) Craven
221. Melaleuca montana (C.T.White ex S.T.Blake) Craven
222. Melaleuca montis-zamia Craven
223. Melaleuca × mulleola Craven & R.D.Edwards
224. Melaleuca nanophylla Carrick
225. Melaleuca nematophylla F.Muell. ex Craven
226. Melaleuca nervosa (Lindl.) Cheel
227. Melaleuca nesophila F.Muell.
228. Melaleuca nodosa (Sol. ex Gaertn.) Sm.
229. Melaleuca ochroma Lepschi
230. Melaleuca oldfieldii F.Muell.
231. Melaleuca orbicularis Craven
232. Melaleuca orbifolia (F.Muell.) Craven & R.D.Edwards
233. Melaleuca ordinifolia Barlow
234. Melaleuca orophila Craven
235. Melaleuca ostrina Craven & R.D.Edwards
236. Melaleuca osullivanii Craven & Lepschi
237. Melaleuca oxyphylla Carrick
238. Melaleuca pachyphylla (Cheel) Craven
239. Melaleuca pachystachya (Benth.) Craven & R.D.Edwards
240. Melaleuca pallescens Byrnes
241. Melaleuca pallida (Bonpl.) Craven
242. Melaleuca paludicola Craven
243. Melaleuca pancheri (Brongn. & Gris) Craven & J.W.Dawson
244. Melaleuca papillosa Craven
245. Melaleuca parviceps Lindl.
246. Melaleuca parvistaminea Byrnes
247. Melaleuca pauciflora Turcz.
248. Melaleuca pauperiflora F.Muell.
249. Melaleuca pearsonii (R.D.Spencer & Lumley) Craven
250. Melaleuca penicula (K.J.Cowley) Craven
251. Melaleuca pentagona Labill.
252. Melaleuca peucophylla Craven & R.D.Edwards
253. Melaleuca phellosa (A.S.George) Craven & R.D.Edwards
254. Melaleuca phoenicea (Lindl.) Craven
255. Melaleuca phoidophylla Barlow ex Craven
256. Melaleuca phratra Craven
257. Melaleuca pilosa (Lindl.) ined.
258. Melaleuca pityoides (F.Muell.) Craven
259. Melaleuca planifolia (Lehm.) Craven & R.D.Edwards
260. Melaleuca platycalyx Diels
261. Melaleuca plumea Craven
262. Melaleuca plumosa (Turcz.) ined.
263. Melaleuca podiocarpa Barlow ex Craven
264. Melaleuca polandii (F.M.Bailey) Craven
265. Melaleuca polycephala Benth.
266. Melaleuca pomphostoma Barlow
267. Melaleuca porphyrocephala (F.Muell.) Craven & R.D.Edwards
268. Melaleuca preissiana Schauer
269. Melaleuca preissii (Schauer) Craven & R.D.Edwards
270. Melaleuca pritzelii (Domin) Barlow
271. Melaleuca procera Craven
272. Melaleuca propinqua Schauer
273. Melaleuca protrusa Craven & Lepschi
274. Melaleuca protumida Craven & R.D.Edwards
275. Melaleuca psammophila Diels
276. Melaleuca pulchella R.Br.
277. Melaleuca pulcherrima Craven & R.D.Edwards
278. Melaleuca pungens Schauer
279. Melaleuca punicea Byrnes
280. Melaleuca purpurea (Lindl.) Craven & R.D.Edwards
281. Melaleuca pustulata Hook.f.
282. Melaleuca pyramidalis Craven
283. Melaleuca quadrifaria F.Muell.
284. Melaleuca quadrifida (R.Br.) Craven & R.D.Edwards
285. Melaleuca quercina Craven
286. Melaleuca quinquenervia (Cav.) S.T.Blake
287. Melaleuca radula Lindl.
288. Melaleuca recurva (R.D.Spencer & Lumley) Craven
289. Melaleuca relativa Craven & R.D.Edwards
290. Melaleuca rhaphiophylla Schauer
291. Melaleuca rigidifolia Turcz.
292. Melaleuca ringens Barlow
293. Melaleuca robusta (Schauer) Craven & R.D.Edwards
294. Melaleuca rosea (A.S.George) Craven & R.D.Edwards
295. Melaleuca rugulosa (Link) Craven
296. Melaleuca rupestris (Schauer) Craven & R.D.Edwards
297. Melaleuca ryeae Craven
298. Melaleuca sabrina Craven
299. Melaleuca saligna Schauer
300. Melaleuca sapientes Craven
301. Melaleuca scabra R.Br.
302. Melaleuca scabrida (A.S.George) Craven & R.D.Edwards
303. Melaleuca scalena Craven & Lepschi
304. Melaleuca schaueri (Lehm.) Craven & R.D.Edwards
305. Melaleuca sciotostyla Barlow
306. Melaleuca scitula Craven & R.D.Edwards
307. Melaleuca sclerophylla Diels
308. Melaleuca sculponeata Barlow
309. Melaleuca seriata Lindl.
310. Melaleuca sericea Byrnes
311. Melaleuca serpentina Craven
312. Melaleuca sheathiana W.Fitzg.
313. Melaleuca shiressii (Blakely) Craven
314. Melaleuca sieberi Schauer
315. Melaleuca similis Craven
316. Melaleuca societatis Craven
317. Melaleuca sophisma Lepschi
318. Melaleuca sparsa (R.Br.) Craven & R.D.Edwards
319. Melaleuca sparsiflora Turcz.
320. Melaleuca spathulata Schauer
321. Melaleuca spectabilis (Barlow ex Craven) Craven & Lepschi
322. Melaleuca sphaerodendra Craven & J.W.Dawson
323. Melaleuca spicigera S.Moore
324. Melaleuca sprengelioides DC.
325. Melaleuca squamea Labill.
326. Melaleuca squamophloia (Byrnes) Craven
327. Melaleuca squarrosa Donn ex Sm.
328. Melaleuca stenostachya S.T.Blake
329. Melaleuca stereophloia Craven
330. Melaleuca stipitata Craven
331. Melaleuca stramentosa Craven
332. Melaleuca striata Labill.
333. Melaleuca strobophylla Barlow
334. Melaleuca styphelioides Sm.
335. Melaleuca subalaris Barlow
336. Melaleuca suberosa (Schauer) C.A.Gardner
337. Melaleuca subfalcata Turcz.
338. Melaleuca subtrigona Schauer
339. Melaleuca subulata (Cheel) Craven
340. Melaleuca sulcata (A.S.George) Craven & R.D.Edwards
341. Melaleuca superba (Hawkeswood & Mollemans) Craven & R.D.Edwards
342. Melaleuca sylvana Craven & A.J.Ford
343. Melaleuca systena Craven
344. Melaleuca tamariscina Hook.
345. Melaleuca teretifolia Endl.
346. Melaleuca teuthidoides Barlow
347. Melaleuca thapsina Craven
348. Melaleuca thymifolia Sm.
349. Melaleuca thymoides Labill.
350. Melaleuca thyoides Turcz.
351. Melaleuca thysanota Craven & R.D.Edwards
352. Melaleuca tinkeri Craven
353. Melaleuca torquata Barlow
354. Melaleuca tortifolia Byrnes
355. Melaleuca torulosa (Schauer) Craven & R.D.Edwards
356. Melaleuca transversa Craven & R.D.Edwards
357. Melaleuca trichophylla Lindl.
358. Melaleuca trichostachya Lindl.
359. Melaleuca triumphalis Craven
360. Melaleuca tuberculata Schauer
361. Melaleuca tuberosa (Hawkeswood) Craven & R.D.Edwards
362. Melaleuca ulicoides Craven & Lepschi
363. Melaleuca uncinata R.Br.
364. Melaleuca undulata Benth.
365. Melaleuca urceolaris F.Muell. ex Benth.
366. Melaleuca uxorum Craven, G.Holmes & Sankowsky
367. Melaleuca valida (S.Moore) Craven & R.D.Edwards
368. Melaleuca variegata Craven & R.D.Edwards
369. Melaleuca velutina (Turcz.) Craven & R.D.Edwards
370. Melaleuca venusta Craven
371. Melaleuca villosisepala Craven
372. Melaleuca viminalis (Sol. ex Gaertn.) Byrnes
373. Melaleuca viminea Lindl.
374. Melaleuca vinnula Craven & Lepschi
375. Melaleuca violacea Schauer
376. Melaleuca virens Craven
377. Melaleuca viridiflora Sol. ex Gaertn.
378. Melaleuca williamsii Craven
379. Melaleuca wilsonii F.Muell.
380. Melaleuca wimmerensis (Marriott & G.W.Carr) Craven
381. Melaleuca wonganensis Craven
382. Melaleuca xerophila Barlow
383. Melaleuca zeteticorum Craven & Lepschi
384. Melaleuca zonalis Craven